# Armenische Buchmalerei

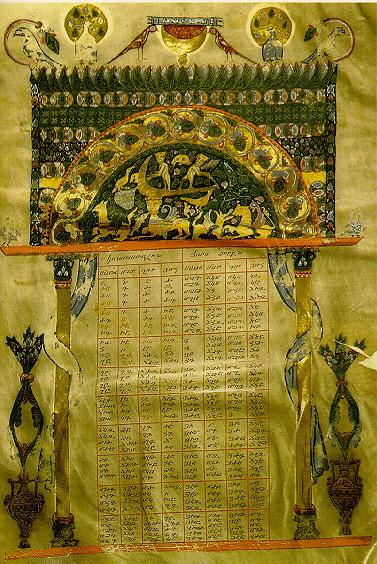
Eine Seite aus dem Mughni-Evangeliar (um 1060)

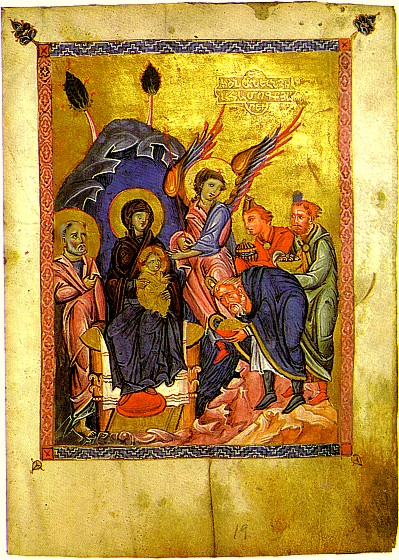
Evangelium von Malat'ya (1267-68). Matendaran MS 10675

Die Armenische Buchmalerei war eine bedeutende künstlerische Strömung der  Armenischen Kunst des Mittelalters, die teils Motive aus der armenischen Architektur und Steinmetzkunst aufgriff, teils auch in byzantinischer und syrischer Tradition stand. Der bekannteste armenische Buchmaler, Toros Roslin, lebte im 13. Jahrhundert.
Die Bibliothek Matenadaran in Jerewan beherbergt die größte Sammlung armenischer Prachthandschriften, die seit 1997 zum Weltdokumentenerbe der UNESCO gehört. Zu den bedeutendsten Objekten zählen das Etschmiadzin-Evangeliar von 989 mit Elfenbein-Buchdeckeln aus dem 6. Jahrhundert und das Mughni-Evangeliar um 1060.
Die zweitgrößte Sammlung armenischer Handschriften wird in der Jakobuskirche im armenischen Viertel von Jerusalem aufbewahrt. Weitere armenische illuminierte Handschriften gibt es in der British Library, der Bibliothèque nationale de France, den Bibliotheken der Mechitaristen in Venedig und Wien und in anderen großen Sammlungen in Europa und in den Vereinigten Staaten. Die University of California, Los Angeles (UCLA) bewahrt unter anderem eine armenische Prachthandschrift aus dem 14. Jahrhundert auf.